# آبگرم خلیل‌آباد
آبگرم خلیل‌آباد مربوط به دوره کواترنری است و در شهرستان خلیل‌آباد، ۱۳ کیلومتری شهر خلیل‌آباد واقع شده و این اثر در تاریخ ۷ تیر ۱۳۹۹ با شمارهٔ ثبت ۷۳۲ به‌عنوان یکی از آثار میراث طبیعی ایران به ثبت رسیده است.